# Chris Burgess
Chris Burgess (* 22. Oktober 1981) ist ein US-amerikanischer Skeletonsportler.
Chris Burgess lebt in Glen Gardner. 2005 begann er mit dem Skeletonsport und gehört seit 2006 dem Nationalkader der USA an. Nach Trainings- und Qualifikationsrennen 2006 bestritt er im November des Jahres seine ersten Rennen im Leistungsbereich. Er gab sein Debüt in einem Rennen des Skeleton-America’s-Cup und wurde 16. eines Rennens in Calgary. Im Dezember erreichte er in Lake Placid als Achtplatzierter erstmals ein Top-Ten-Resultat. 2007 bestritt Burgess auch erste Rennen im Skeleton-Europacup. Bestes Ergebnis wurde dort ein achter Platz in Winterberg. Im Januar 2008 bestritt Burgess auch erstmals ein Rennen im Skeleton-Intercontinentalcup, bei dem er in Calgary 15. wurde. Gegen Ende der Saison 2007/08 erreichte er in Lake Placid erstmals mit Rang drei eine Podiumsplatzierung. In der Gesamtwertung der Saison belegte der US-Amerikaner hinter Yūki Sasahara den zweiten Platz. In der Saison darauf bestritt er erst am Saisonende in Lake Placid erste Rennen. Das erste gewann er vor Luke Schulz, beim zweiten wurde er Zweiter hinter ihm. In seinen sieben Rennen der Saison 2009/10 belegte er fünf Mal zweite und dritte Plätze und wurde erneut, dieses Mal hinter Kyle Tress, Zweiter der Gesamtwertung des America’s-Cup.